# FK Donji Srem
El Fudbalski Klub Donji Srem (serbio: Фудбалски клуб Дoњи Creм) es un club de fútbol serbio de la ciudad de Pećinci, fundado en 1927. El equipo disputa sus partidos como local en el Centro deportivo Suvača y juega en la Prva Liga Srbija.

## Historia
El club fue fundado inicialmente bajo el nombre Borac Pećinci en 1927. Con el tiempo, la ubicación de Pećinci comienza a tener más y más características de una zona urbana, gracias, en parte, a la proximidad de la importante autopista Belgrado-Zagreb. Otros factores importantes para el desarrollo de la ciudad fueron los avances de la economía, la cultura, el deporte y la educación en la región.
Con la promoción de la ciudad de Pećinci comenzó el progreso y desarrollo del fútbol en el que el FK Donji Srem es su máximo exponente, que culminó con el ascenso a la Liga serbia de Vojvodina en 2009. Los factores contribuyentes más importantes de este éxito fueron los principales apoyos financieros del club por parte de Milenko Đurđević y Milan Aleksić.
En la temporada 2010-11, el Donji Srem ganó la Liga serbia de Vojvodina, logrando el ascenso a la segunda división nacional, la Prva Liga Srbija. En 2011-12, batió todos los pronósticos y terminó como subcampeón de la Prva Liga Srbija, obteneniendo un ascenso histórico por primera vez a la SuperLiga Serbia para 2012-13.

## Estadio
El estadio del club es conocido como Centro Deportivo de Suvača. Este complejo deportivo se encuentra actualmente en reconstrucción. Después de la renovación, el estadio tendrá 3.500 asientos. En la temporada 2012-13, FK Donji Srem jugará sus partidos como local en Novi Sad en el estadio Karađorđe.

## Palmarés

### Doméstico
- Prva Liga Srbija

-  Subcampeón (1): 2011–12

- Liga Srpska de Vojvodina

-  Campeón (1): 2011